# Eugenia burkartiana
Eugenia burkartiana là một loài thực vật có hoa trong Họ Đào kim nương. Loài này được (D.Legrand) D.Legrand mô tả khoa học đầu tiên năm 1961.